# Минклер, Боб
Роберт Алан Минклер (англ. Robert Alan Minkler) (31 августа 1937 – 11 октября 2015) — американский звукорежиссёр, музыкант и вокалист, работавший над 60 фильмами, всего за 20 лет.
Он вносил свой вклад для таких фильмов, как «Волосы» (1979), «Рокки 2» (1979), «Чёрный скакун» (1979), «Городской ковбой» (1980), «Гольф-клуб» (1980), «Трон» (1982), «Челюсти 3» (1983), «Маска» (1985) и «Дархэмский бык» (1988).
Минклер также работал над известным научно-фантастическим фильмом 1977 года — «Звёздные войны», за который получил премию «Оскар» за лучший звук.

## Биография
Роберт Алан Минклер родился 31 августа 1937 года в городе Глендейл штат Калифорния в семье пионера в области аудио — Ли Даррелла Минклера и Лоррейн Джонс Минклер.
Боб Минклер много лет был музыкантом и вокалистом, и даже гастролировал с Нэтом Кингом Коулом.
Боб Минклер начал свою карьеру в кинобизнесе, в начале 1970-х годов. Его первым фильмом, стал роуд-муви Боба Рейфелсона 1970 года — «Пять лёгких пьес», в качестве не указанного в титрах перезаписывающего микшера.
После «Пяти лёгких пьес», Боб Минклер работал звукорежиссёром (перезаписывающим микшером) в таких известных фильмах, как «Рокки 2», «Чёрный скакун» (оба 1979 года), «Гольф-клуб» 1980 года, «Трон» 1982 года, «Челюсти 3» 1983 года, «Маска», «Возвращение живых мертвецов» (оба 1985 года) и «Батарейки не прилагаются» 1987 года, а также в мультфильме 1978 года — «Властелин колец».
Но самая известная работа Боба Минклера, является над культовым научно-фантастическим фильмом Джорджа Лукаса 1977 года — «Звёздные войны», за который Минклер получил премию «Оскар» в категории «Лучший звук», вместе с Доном МакДугаллом, Рэем Уэстом и Дереком Боллом. Он также был одним из двенадцати получивших премию Британской Академии в области кино, в такой же категории, за этот фильм.
Роберт Алан Минклер умер от дыхательной недостаточности 11 октября 2015 года у себя дома в штате Орегон в возрасте 78 лет.

## Избранная фильмография
- Пять лёгких пьес (1970)
- Джонни взял ружьё (1971)
- Звёздные войны[a] (1977)
- Властелин колец (1978)
- Волосы (1979)
- Рокки 2 (1979)
- Десятка (1979)
- Чёрный скакун (1979)
- Мусорная охота (1979)
- Туман (1980)
- Городской ковбой (1980)
- Гольф-клуб (1980)
- Пограничная полоса (1980)
- Паническое бегство (1980)
- Преследование Д. Б. Купера (1981)
- Меч и колдун (1982)
- Трон (1982)
- Раздвоение личности (1982)
- Класс (1983)
- Челюсти 3 (1983)
- Под огнём (1983)
- Вашингтонское такси (1983)
- Брейк-данс (1984)
- Гоблины (1985)
- Маска (1985)
- Пятница, 13-е — Часть 5: Новое начало (1985)
- Возвращение живых мертвецов (1985)
- Сальвадор (1986)
- Дух мщения (1986)
- Возвращение в школу ужасов (1987)
- Игра в прятки (1987)
- Батарейки не прилагаются (1987)
- Просто секс? (1988)
- Дархэмский бык (1988)
- Всех за борт (1989)
- Колёса ужаса (1990)
- Кошмар на 13-м этаже (1990)
- Дитя тьмы, дитя света (1991)

## Награды и номинации
- 1978 — премия «Оскар» за лучший звук[4] («Звёздные войны[a]»), совместно с Доном МакДугаллом, Рэем Уэстом и Дереком Боллом[9]

- 1979 — премия BAFTA за лучший звук[11] («Звёздные войны[a]»), совместно с Сэмом Шоу, Робертом Р. Рутледжем, Гордоном Дэвидсоном, Джином Корсо, Дереком Боллом, Доном МакДугаллом, Рэем Уэстом, Майком Минклером, Лестером Фрешольцем, Ричардом Портманом и Беном Бёрттом[10]

- 1983 — премия «Оскар» за лучший звук («Трон»), совместно с Майклом Минклером, Ли Минклером и Джеймсом ЛаРу (номинация)[12]

## Заметки
1. 1 2 3 4 5  Позже названные как «Звёздные войны. Эпизод IV: Новая надежда»